# Paul Herrmann (General, 1898)
Paul Reinhold Herrmann (* 22. April 1898 in Mönchengladbach; † 14. September 1980 in Koblenz) war ein deutscher Offizier, zuletzt Generalmajor der Bundeswehr.

## Leben
Herrmann, Sohn eines Architekten, trat nach seinem Abitur 1916 als Fahnenjunker in das 2. Thüringisches Infanterie-Regiment Nr. 32 und diente als Offizier im Range eines Leutnants im Ersten Weltkrieg. Nach Kriegsende wurde er 1921 in den Reichswehr übernommen. 1925 wurde er zum Oberleutnant und Bataillonsadjutant befördert. 1929 bis 1933 absolvierte er die Kriegsakademien in Münster und Berlin. 1933 wurde er als Hauptmann zum Kompaniechef der Nachrichten-Abteilung 3 in Potsdam ernannt. Ab 1936 diente er als Major und 1. Generalstabsoffizier in der 26. Infanterie-Division in Köln. Von 1938 bis 1939 war er in gleicher Funktion im Generalstab der 44. Infanterie-Division in Wien tätig. Im Januar 1939 wurde er zum Oberstleutnant befördert.
Herrmann diente im Zweiten Weltkrieg als Generalstabsoffizier. 1942 wurde er zum Oberst befördert und Erster Generalstabsoffizier des Generalstabes der 16. Armee, danach war er im September/Oktober 1944 als Generalmajor Kommandeur der 264. Infanterie-Division. Den Posten übergab er an Alois Windisch.
Von Mai 1945 bis Juli 1947 war Hermann in britischer Kriegsgefangenschaft. Nach einer Zeit der Arbeitslosigkeit war er von Februar bis Dezember 1948 militärischer Sachverständiger der deutschen Verteidigung bei den Nürnberger Prozessen und anschließend bis Mai 1956 Außendienstmitarbeiter, später Prokurist, der Firma Rudolf Majert GmbH in Kassel.
1956 wurde Herrmann als Generalmajor der Bundeswehr reaktiviert. Im gleichen Jahr geriet er in die Kritik, weil er sich über Kriegsdienstverweigerer abfällig geäußert hatte: „Kriegsdienstverweigerer sind entweder Kommunisten oder Feiglinge; ziehen Sie den Leuten eine Zebra-Uniform an, und es wird sie nicht mehr geben.“ Das führte zu einem Parlamentarischen Untersuchungsausschuss des Bundestages. Angeblich hatte Hermann nur eine andere Person zitiert. Paul Herrmann war in der Bundeswehr Befehlshaber im Wehrbereich IV und ging am 1. Oktober 1961 in den Ruhestand. Nach dem Eintritt in den Ruhestand war Herrmann noch als „Ständiger Berater in Fragen des Zivilen Bevölkerungsschutzes“ tätig. Den Vertrag schloss er seinerzeit mit dem hessischen Innenminister Heinrich Schneider (SPD) ab.
Hermann war verheiratet und hatte zwei Kinder.

## Auszeichnungen
- Deutsches Kreuz in Gold (21. Mai 1943)
- Großes Verdienstkreuz des Verdienstordens der Bundesrepublik Deutschland (19. September 1961)